# Лещини-Дуже
Лещини-Дуже (пол. Leszczyny Duże) — село в Польщі, у гміні Длутув Паб'яницького повіту Лодзинського воєводства.
Населення — 180 осіб (2011).
У 1975-1998 роках село належало до Пйотрковського воєводства.

## Демографія
Демографічна структура станом на 31 березня 2011 року:
|          | Загалом | Допрацездатний вік | Працездатний вік | Постпрацездатний вік |
| -------- | ------- | ------------------ | ---------------- | -------------------- |
| Чоловіки | 94      | 22                 | 61               | 11                   |
| Жінки    | 86      | 18                 | 47               | 21                   |
| Разом    | 180     | 40                 | 108              | 32                   |